# Bruchidius bimaculatus
Bruchidius bimaculatus là một loài bọ cánh cứng trong họ Bruchidae. Loài này được Olivier miêu tả khoa học năm 1795.